# 3025 Higson
3025 Higson este un asteroid din centura principală, descoperit pe 20 august 1982 de Carolyn Shoemaker și Eugene Shoemaker.